# おひめさまナビゲーション
『おひめさまナビゲーション』は、『電撃G's magazine』（アスキー・メディアワークス）連載の読者参加企画、および、その派生作品と総称。略称は「ひめナビ」。

## あらすじ
平安京の陰陽塾を祖とする総合占術学校「開占学園（かいせんがくえん）」。
しかし現代、かつての繁栄とは裏腹に、その伝統を継承する「占い科」の学生は3人しかいない。
個性豊かな3人の生徒――星河 クリスタル、香久山 日冥、菜野 花里は、各々の夢と希望を胸に、一人前の占い師を目指して日々占い修行に励むのだった。

## 概要
『電撃G's magazine』通巻200号記念作品の1つ。
占い師を目指す美少女の学園生活を描きながら、読者の運勢を占うという、雑誌などで良く見られる占いコンテンツを発展させた読者参加企画。
タイトルには「おとぎばなしうらない」との副題が付けられており、読者は生年月日と血液型から自分自身の「おひめさまタイプ」を選び、その月の運勢やヒロインからのアドバイスを参考にする。その他、相性占いなど、毎回異なった占いも登場する。
もう1つの副題として「Which girl do you trust?（訳：あなたはどの子を信じますか？）」とあり、それぞれ異なるタイプの占いを得意とするヒロインが登場する。ヒロインはそれぞれ異なるアドバイスをしてくる為、副題どおり、どのヒロインを信じるかは読者の自由である。
そのような「ヒロイン＝占い師」「読者＝占われる者」というコンセプトから、従来のG's読者参加企画で多く採用されてきた“誌上ゲーム”に類するものはなく、読者の意志が企画に介在する度合いは低い。ただし2009年9月号から2010年5月号にかけて、首位と最下位が次号の見開きイラストに登場するという、ヒロインの人気投票が毎月実施されていた。
物語の舞台となるのは、東京に位置する、咲実ヶ浦（さくみがうら）という架空の街である。ヒロイン達は、平時は学園の普通科と共通の制服を着用しているが、占いに関する授業の時は、インスピレーションを高めるために各々の占いに即した衣装へ着替える。
文芸担当のSATZは、『お嬢様特急』を手掛けたあかほりさとるや花田十輝が所属しており、彼らにとって約10年ぶりのG's読者参加企画となる。
2010年9月号以降は、モノクロページでの占いコーナーのみの連載となっていたが、2011年5月号を持って最終回となり、これを持って一連の企画全てが終了した。

## スタッフ
- キャラクターデザイン：七尾奈留
- 文芸：SATZ

## 登場人物
9人のヒロインは全員、「開占学園（かいせんがくえん）」占い科の学生である。当初は見習い占い師だったが、『電撃G's magazine』2010年7月号を以て、一人前の占い師へと昇格した。

### 学園生徒
星河 クリスタル（ほしかわ クリスタル）
声 - 戸松遥
2月10日生まれのO型、身長153cm。おひめさまタイプは「赤ずきん」。
いつも前向きで大雑把な性格の水晶玉占い師。頻繁に水晶玉を割ってしまうため、予備の水晶玉を常備しているほどのドジっ娘。人々を幸せにする世界一の占い師を目指している。
漫画
主人公。予備の水晶玉を帽子の中に仕舞っている。「赤ずきんの世界」で悪役であるオオカミをも労わる「優しさ」を認められ、「赤ずきん」のオーブを与えられる。
香久山 日冥（かぐやま ひめ）
7月21日生まれのAB型、身長は約150cm。おひめさまタイプは「かぐや姫」。
実家が神社のため、普段から巫女装束で過ごしている。感情を表に出さない物静かな性格だが、駄洒落や重機が好きで株を趣味にしている。
漫画
かつて土砂崩れで壊された実家の神社を再建してくれたことが、重機への憧憬のきっかけとなった。「雪の女王の世界」と「かぐや姫の世界」が融合した世界で、最も長く付き合って来た旧友である花里への「信頼」を示し、「かぐや姫」のオーブを与えられる。
菜野 花里（なの かり）
5月4日午前4時32分生まれのA型Rh+、身長155.6cm。おひめさまタイプは「雪の女王」。
インド密教占い師。何事も中途半端をよしとしない生真面目な性格で、周囲からは冷たいと誤解されているが、本当は友達想いで根は優しい。占いに合わせて着ている衣装は大胆なデザインのため、恥ずかしく思っている。
漫画
団地住まいで、幼い弟2人と、花穂（かほ）という妹がいる。「雪の女王の世界」と「かぐや姫の世界」が融合した世界で、自身の占いの結果、最悪の未来が示されても希望を見失わない「不屈」の意志を認められ、「雪の女王」のオーブを与えられる。
門倉 霧子（かどくら きりこ）
4月13日生まれのAB型、身長160cm。おひめさまタイプは「シンデレラ」。
編入生の1人。女の子が大好きな男装の麗人。カードと女の子の扱いに長けるカード占い師である。占いを「一種のギャンブル」と考えている。平時の制服は、女子用ではなく、男子用のものを着用しているが、女性らしい格好や趣味にも憧れている。
漫画
通学のために親元から離れ、マンションで一人暮らしをしている（原作でも、マンション暮らしの描写がある）。「シンデレラの世界」で女性としての扱いを受ける生活へ誘惑されるが、自身の男性らしさを「誇り」、それを拒否したことで、「シンデレラ」のオーブを与えられる。
野々原 あゆむ（ののはら あゆむ）
8月29日生まれのA型、身長158cm。おひめさまタイプは「白雪姫」。
2学期に子子、霧子とともに編入してきたジプシー。精霊占い師であり、自然を愛する穏やかな性格。一所に定住することなく、常にキャンプ生活をして、世界中を放浪してきた。そのため、ゲテモノ類さえも食べられる。
漫画
世界各地を放浪した経験から、人並み外れた戦闘力と食欲を誇っている。「白雪姫の世界」で強制される物語に屈しない「自由」な心を認められ、「白雪姫」のオーブを与えられる。
江冬 子子（えとう ねこ）
11歳。8月11日生まれのO型、身長142.8cm。おひめさまタイプは「おやゆび姫」。
編入生であり、小学校から飛び級した天才児。クールな性格で、自らを「いやな子」と称する。腹話術でぬいぐるみと会話する、ぬいぐるみ占いを編み出した。クリスからは「ココ」と呼ばれており、本人は他の生徒を「先輩」と呼ぶ。
漫画
何でもできる天才的な頭脳や、多忙な母親を慮った結果、他人の力を必要としまいと、周囲から孤立した過去を持つ。「おやゆび姫の世界」で本当の意味での「自立」を理解し、「おやゆび姫」のオーブを与えられる。
ファー
子子がいつも持っているウサギのぬいぐるみ。子子の「ぬいぐるみ占い」は、専らファーを使って行なわれる。無口な子子と違い、賑やかな関西弁で喋る。名前の由来は「ルシファー」。
富士宮 珠美（ふじみや たまみ）
12月17日生まれのO型、身長159cm。おひめさまタイプは「人魚姫」。
みつる、眠眠と共に編入して来た、富士宮財閥の令嬢。世界を牛耳る財閥の次期当主として「戦術」を求めて、その最高峰である（と勘違いしている）開占学園に編入した。高飛車な性格のミリタリーマニアであり、自分こそが周囲を率いる存在であると自負している。掃除や整理整頓などを好む几帳面さも持っている。占いに関しては、不確かな代物として信用していない。
漫画
眠眠やみつると共に、オーブを巡ってクリスたちと対立する。また占いに関しても信用しており、富士宮財閥自体が占いによって財を成したことになっている。「人魚姫の世界」で、財閥後継者として弱者を背負う揺るぎない「信念」を示し、「人魚姫」のオーブを得る。
詠 眠眠（ヤン ミンミン）
5月1日生まれのB型、身長155cm。おひめさまタイプは「眠り姫」。
占いの本場・中国からの留学生。自らのふくよかな胸から肉マンを連想してしまうほどの食いしん坊で「世界征服を果たしたら、おなかいっぱい食べられる」という珠美の誘いで、彼女の部下になった。夢占いを得意とし、いつでもどこでも眠れてしまう特技を持つ。
漫画
中国から来日したばかりの頃、人々に冷たく突き放されたところに、珠美と出会った。「ねむり姫の世界」で、どんな状況でも眠れてしまう「大らかさ」を認められ、「ねむり姫」のオーブを与えられる。
辻浦 みつる（つじうら みつる）
9月30日生まれのAB型、身長155cm、体重45.5kg。おひめさまタイプは「鶴の恩返し」。
代々筮竹占いを生業とする家系の生まれの少年。双子の姉がいる。極度の恥ずかしがり屋を克服するため、そして姉に頼まれ、彼女の身代わりとして女性として開占学園に編入して来た。編み物やネットの書き込みを趣味とする。
漫画
自分の力で占い師になりたい姉に代わって「魔女」の力を手にするため、自ら進んで女装し、開占学園に編入した（原作と違い、姉はみつるの女装・学園編入に反対している）。「鶴の恩返しの世界」で、自分を犠牲にして他人を助ける「思いやり」の心を認められ、「鶴の恩返し」のオーブを与えられる。

### 学園教師
米村 米（こむら まい）
11月11日生まれのB型、身長145cm。おひめさまタイプは「白雪姫」。
6人のヒロインが在籍する開占学園占い科の担任教師。態度と胸は大きいが身長が小さいため、3人の生徒に振り回されている。「ヨネ」と間違われる名前がコンプレックス。実は隠れオタ兼コスプレイヤーである。
漫画
開占学園占い科OGであり、自身も魔女占いとオーブに関わっていた。
学園長
漫画『おひめさまナビゲーション』にのみ登場。開占学園の学園長。本名不詳。
米と共に、おとぎばなし占いとオーブを巡って奔走するクリスたちを、影から見守っていた。

### おひめさま
おとぎばなし占いにおけるおひめさまタイプの性格傾向と、漫画『ひめナビ』『ひめナビevolution』『ひめナビおひめさま劇場』『ひめナビ 1コマコミック』に登場する人物を併記する。
白雪姫
傾向
存在するだけで目立ってしまうアイドル気質。謂れのない嫉妬を受けることがある。
漫画
森の中の小屋に住んでいる。少々食いしん坊。苦手な相手は赤ずきん。
雪の女王
傾向
冷静であるが、周囲に理解され難い。
漫画
崖の上の城に住む、無口な女性。赤ずきんの行動に頭を痛めているが、彼女の良さも理解している。
人魚姫
傾向
集中すると周囲が見えなくなる猪突猛進タイプ。
漫画
海に住み、サメを執事として雇っている。自分の容姿にプライドを持っている様子。
赤ずきん
傾向
無邪気で素直だが、人の意見を聞かない。
漫画
実質的な主人公。純真無垢で無邪気な性格。人の話を聞かないのが玉に瑕。
シンデレラ
傾向
忍耐強い努力家。自分から率先して行動はしない。
漫画
豪華なお城に住んでいるが、掃除などは自分でやっている。華やかな場には臆してしまう、控え目な性格。
おやゆび姫
傾向
分け隔てない優しさを持ち、周囲に好かれるが、八方美人の気がある。
漫画
9人のおひめさまの中で最も幼く、語尾に「でし」をつけて喋る。赤ずきんと仲が良い。
鶴の恩返し
傾向
無口で献身的な性格で、苦労を苦労と思わない。
漫画
清楚な和風美人。他人の世話をするのが好き。
ねむり姫
傾向
自然と周囲が助けてくれる世渡り上手。
漫画
いばらに覆われた城に住んでいる。いつでも眠っている。
かぐや姫
傾向
カリスマ性が強く、人を動かすことに長けている。
漫画
風流を楽しむ月の姫。人を騙したりするのが得意。

## おひめさまタイプ
本企画では、読者が自分の生年月日と血液型から、自身の「おひめさまタイプ」を選び、占いに利用する。各タイプの性格傾向についてはこちらを参照。
|            |                     | A型        | B型        | O型        | AB型       |
| ---------- | ------------------- | ---------- | ---------- | ---------- | ---------- |
| おひつじ座 | 3月21日 - 4月19日   | 雪の女王   | 赤ずきん   | 人魚姫     | シンデレラ |
| おうし座   | 4月20日 - 5月20日   | 雪の女王   | ねむり姫   | 鶴の恩返し | かぐや姫   |
| ふたご座   | 5月21日 - 6月21日   | 雪の女王   | おやゆび姫 | ねむり姫   | かぐや姫   |
| かに座     | 6月22日 - 7月22日   | 白雪姫     | おやゆび姫 | かぐや姫   | かぐや姫   |
| しし座     | 7月23日 - 8月22日   | 白雪姫     | 人魚姫     | おやゆび姫 | シンデレラ |
| おとめ座   | 8月23日 - 9月22日   | 白雪姫     | 赤ずきん   | かぐや姫   | ねむり姫   |
| てんびん座 | 9月23日 - 10月23日  | ねむり姫   | 鶴の恩返し | シンデレラ | 鶴の恩返し |
| さそり座   | 10月24日 - 11月21日 | 鶴の恩返し | 白雪姫     | シンデレラ | ねむり姫   |
| いて座     | 11月22日 - 12月21日 | 鶴の恩返し | 人魚姫     | 人魚姫     | 雪の女王   |
| やぎ座     | 12月22日 - 1月19日  | おやゆび姫 | 赤ずきん   | シンデレラ | 雪の女王   |
| みずがめ座 | 1月20日 - 2月18日   | かぐや姫   | 赤ずきん   | 赤ずきん   | シンデレラ |
| うお座     | 2月19日 - 3月20日   | 白雪姫     | 人魚姫     | 人魚姫     | おやゆび姫 |

## 漫画

### ひめナビevolution
『G's』2008年6月号から2009年9月号まで連載。作画・らいな。
占いのモチーフとなった9人のおひめさま（それぞれの物語で役目を終えた、という設定）が登場する、ギャグマンガ。携帯電話や秋葉原など、現実世界に存在するものも登場する。
第13回までの作品タイトルは『ひめナビ』のみであり、タイトル後半の「evolution」は、2009年7月号掲載の第14回から追加された（単行本では第1巻から「evolution」がついている）。
2009年10月号からはカラーページに移動し、半ページを使用したショートコミック『ひめナビおひめさま劇場』となった。こちらは2010年6月号をもって最終回を迎えた。
派生作品として、アパレルショップ「Gee!Store」の無料情報誌「Geepress」に『ひめナビ 1コマコミック』（作画・らいな）が連載していた。

### おひめさまナビゲーション
『G's』2008年11月号から2010年6月号まで連載。全17話（全3巻）。話数の単位は「 - 時限目」。作画・たかみ裕紀。
開占学園を舞台にした、占い科の面々の日常を描く。単行本第2巻収録話以降は､おとぎばなし占いと「魔女」なる存在を巡るロー・ファンタジーな展開になっている。
あらすじ
クリス、日冥、花里しか生徒がいない開占学園の占い科に、霧子、子子、あゆむの3人が編入して来る。6人になった占い科は、米の指導の元、時に事件を起こしながらも、占いの勉強に励んでいた。（第1巻）
そんなある日、開占学園発祥の「おとぎばなし占い」が当たらなくなるという事態が発生。時を同じくして、クリスは童話「赤ずきん」のような世界に迷い込み、赤ずきんの少女から小さな水晶球「フォーチュンオーブ」を渡される。米によれば、100年前の開占学園において、9人の天才占い師がオーブと霊脈の力を合わせ、おとぎばなし占いを編み出したが、オーブが分散したせいで、おとぎばなし占いの的中率が下がっているという。クリスたちはオーブを9つ集めることを決め、行動を開始する。そんな彼女たちの行動を妨害するように、珠美、眠眠、みつるの新たな編入生が現れ、自分達こそが「魔女」を継ぐと宣言した。（第2巻）
いくつものおとぎばなしの世界を冒険してオーブを集めながら、クリスたちは珠美の言った「魔女」について調べた。「魔女」とは百発百中の「魔女占い」の使い手のことであり、珠美は実家の富士宮財閥のために、それを求めていたのだ。そして9つのオーブが揃ったとき、米と学園長は、オーブによって封印された魔女占いを解放するか否かを生徒たちの判断に託すことを告げる。友人たちが封印を選択する中、最後まで迷っていたクリスと珠美だが、クリスは「みんなを笑顔にする占いをしたい」という思いから封印を選択する。珠美もまた、魔女占いに対する恐怖を吐露し、魔女占いに頼らず、友達同士で力を合わせて頑張ろうという眠眠やみつるの言葉によって説得され、遂に魔女占いは封印されることとなった。そして、本当の意味で仲間となった9人の占い師見習いの、新しい学園生活が始まった。（第3巻）

## 書誌情報
- 米村米 『おひめさまナビゲーション おとぎばなし占い』 アスキー・メディアワークス、全1巻 2009年2月10日初版発行（同日発売） ISBN 978-4-04-867571-0
- SATZ（原作）・七尾奈留（キャラクターデザイン）・らいな（作画） 『ひめナビevolution』 アスキー・メディアワークス〈電撃コミックス〉、既刊1巻（2009年6月27日現在）

1. 2009年6月27日初版発行（同日発売） ISBN 978-4-04-867896-4

- SATZ（原作）・七尾奈留（キャラクターデザイン）・たかみ裕紀（作画） 『おひめさまナビゲーション』 アスキー・メディアワークス〈電撃コミックス〉、全3巻

1. 2009年6月27日初版発行（同日発売） ISBN 978-4-04-867895-7
2. 2010年1月27日初版発行（同日発売） ISBN 978-4-04-868365-4
3. 2010年8月27日初版発行（同日発売） ISBN 978-4-04-868894-9

## グッズ
- ポストカード3種（クリス・日冥・花里）（電撃15年祭 電撃ブース・無料配布）
- テレカ&テレカバインダーセット（コミックマーケット74 電撃家ブース及び電撃屋Web通販・2500円）
- 缶バッジセット3種（コスパ・各800円）
- おひめさまトートバッグ（コスパ・1500円）
- 香久山神社手ぬぐい（コスパ・1000円）
- マイクロファイバータオル2種（ブロッコリー・各2500円）
- アイマスク&テレカ（コミックマーケット76 電撃家ブース及び電撃屋Web通販、G'sセットに同梱・5000円）
- テレホンカード（10種。『マリッジロワイヤル』『Baby Princess』との合同商品で、通し番号付/アスキー・メディアワークス/電撃キャラクターフェスティバル2009先行販売）
- お風呂ポスター（アスキー・メディアワークス/電撃キャラクターフェスティバル2009先行販売）
- 香久山神社開運おみくじ（30種/アスキー・メディアワークス/電撃キャラクターフェスティバル2009先行販売）

その他、G's本誌の誌上通販でテレホンカードなどが販売されている（期間限定）。

## 歴史
※年月は「電撃G's magazine」の発売号に合わせている
2007年10月号
G's通巻200号記念企画の1つとして告知。七尾奈留とSATZのコメント、星河クリスタルのキャラ設定画を掲載。
2007年11月号
仮題「おひめさまナビゲーション（仮）」を発表。3人のヒロインのラフ全身図とプロフィールを公開。
2007年12月号
正式タイトル決定。3人のヒロインのカラー全身図、自己紹介、プロフィールを公開。
2007年11月24日・25日
メディアワークス創立15周年記念イベント「電撃15年祭」の電撃ブースにて、「おひめさまタイプ」チェック方法と、イベントに関連した占いを記載したポストカード3種を無料配布。3人のヒロインの等身大ポップも展示された。
2008年1月号
米村米のキャラ設定画、開占学園の設定を公開。ビジュアルストーリーのプレ編、「おひめさまタイプ」チェック方法と、11月30日から12月27日までの運勢を掲載。
2008年2月号
ヒロインを1人ずつフィーチャーしたイラストストーリー「フォーチュンテイル」第1話（星河クリスタル）、2008年上半期の運勢を掲載。
2008年3月号
米のカラー全身図とプロフィールを公開。「フォーチュンテイル」第2話（香久山日冥）、おひめさまタイプを使った相性診断、1月31日から2月28日までの運勢を掲載。
2008年4月号
「フォーチュンテイル」第3話（菜野花里）、2月29日から3月29日までの運勢を掲載。ファンコーナー「はっぴーナビゲート」本格スタート、及び読者からの「占い相談」募集開始。
2008年5月号
らいなによる漫画化発表。「フォーチュンテイル」第4話「お出かけは大変」（星河クリスタル）、おひめさまタイプを使った適性職業、3月29日から4月29日までの運勢を掲載。
2008年6月号
漫画『ひめナビ』連載開始。「フォーチュンテイル」第5話「楽しいピクニック」（香久山日冥）、4月30日から5月29日までの運勢を掲載。
2008年7月号
「フォーチュンテイル」第6話「開占学園体育祭」（星河クリスタル）、5月30日から6月29日までの運勢を掲載。
2008年8月号
「フォーチュンテイル」第7話「花里の完璧な占い」（菜野花里）、2008年下半期の運勢を掲載。新占い師登場告知。
2008年9月号
新ヒロイン3名（野々原あゆむ、江冬子子、門倉霧子）のラフイラストとプロフィール、「フォーチュンテイル」第8話「女教師のひそかな楽しみ」（米村米）、7月30日から8月29日までの運勢を掲載。
2008年10月号
霧子のカラー全身図公開。たかみ裕紀による漫画化を告知。おとぎばなし占いをランキング仕様に変更、8月30日から9月29日までの運勢（ヒロインからの「ラッキーアドバイス」を付記）を掲載。「フォーチュンテイル」第9話「ディーラー・霧子のアブナイ賭けごと♥」（門倉霧子）を掲載。
2008年11月号
子子、あゆむのカラー全身図、開占学園制服線画を公開。新ヒロイン3人からのスペシャルメッセージ、「おとぎばなし占い」9月30日から10月29日までの運勢、「フォーチュンテイル」第10話「放浪者・あゆむの謎リュック」（野々原あゆむ）を掲載。漫画『おひめさまナビゲーション』連載開始（第0話掲載）。
2008年12月号
開占学園制服カラー全身図を公開。『ひめナビ』占い本出版決定の告知、「おとぎばなし占い」10月30日から11月28日までの運勢、新ヒロインと旧ヒロインの相性診断、「フォーチュンテイル」第11話「寒がり子子とロングマフラー」（江冬子子）を掲載。
2009年1月号
タイプ別恋愛攻略法、「おとぎばなし占い」11月29日から12月26日までの運勢（担当：子子、あゆむ、花里）、「フォーチュンテイル」第12話「プリンス・霧子の華麗なる変身!?」（門倉霧子）を掲載。
2009年2月号
3大ニュース、「おとぎばなし占い」2009年上半期の運勢（担当：子子、あゆむ、霧子）、「フォーチュンテイル」第13話「あゆむ流年末年始の過ごし方」（野々原あゆむ）を掲載。
2009年3月号
単行本連動占い「バレンタインデー当日の女の子たちを分析！」、「フォーチュンテイル」第14話「初めての手作りバレンタイン♥」（江冬子子）、「おとぎばなし占い運勢ランキング」1月30日から2月26日までの運勢（担当：クリス、日冥、霧子）を掲載。
2009年1月30日
PC用公式サイトプレオープン。
2009年2月10日
初の関連書籍「おひめさまナビゲーション おとぎばなし占い」発売。
2009年4月号
イラストストーリー特別編「占い師たちのひな祭り」、おとぎばなし占い特別編「赤っ恥をかいた時の対応」、「おとぎばなし占い運勢ランキング」2月27日から3月29日までの運勢（担当：花里、あゆむ、霧子）を掲載。
2009年5月号
新ヒロイン3名（辻浦みつる、詠眠眠、富士宮珠美）のラフイラストとパーソナルデータを公開。「おひめさまタイプ別 新密度UP術」、「おとぎばなし占い運勢ランキング」3月30日から4月29日までの運勢（担当：クリス、日冥、子子）を掲載。
2009年6月号
珠美視点のイラストストーリー、みつる・眠眠・珠美のカラーイラストと七尾奈留によるデザインコメント、「おひめさまタイプ別 5月病の傾向&アドバイス」、「おとぎばなし占い運勢ランキング」4月30日から5月29日までの運勢（担当：霧子、珠美、日冥）を掲載。
2009年7月号
眠眠視点のイラストストーリー、珠美・眠眠・みつるのプロフィール、「おとぎばなし占い運勢ランキング」5月30日から6月29日までの運勢（担当：全員。以降、特記しない限り、占いコーナーはヒロイン全員が担当）を掲載。漫画『おひめさまナビゲーション』が、単行本作業の為、休載。漫画『ひめナビ』が『ひめナビevolution』に改題。
2009年6月27日
漫画版『おひめさまナビゲーション』第1巻、『ひめナビevolution』第1巻発売。
2009年8月号
みつる視点のイラストストーリー、「おとぎばなし占い2009年下半期運勢」「おひめさまタイプ別テスト対策講座」を掲載。
2009年7月25日
『電撃G's Festival! COMIC』Vol.7にて、関連書籍3冊の広告を、らいなの新作カットと共に掲載。
2009年9月号
日冥・眠眠の見開きイラスト、「運勢占いランキング」7月30日から8月28日までの運勢、「おひめさまタイプ別運命の人との出会い方」を掲載。コミックマーケット76でのグッズ販売、トレーディングカードゲーム「プロジェクト レヴォリューション」への参戦を発表。『ひめナビevolution』は今号で終了し、カラーページへの移動の告知がなされる。
2009年8月14日 - 16日
「コミックマーケット76」出展の電撃家ブースにてグッズ販売。
2009年10月号
霧子・みつるの見開きイラスト、「運勢占いランキング」8月29日から9月29日までの運勢、占い実習第1回「クリスのおすすめアルバイト」を掲載。カラーコミック『ひめナビおひめさま劇場』（作画・らいな）が開始。
2009年11月号
みつる・眠眠の見開きイラスト、「運勢占いランキング」9月30日から10月29日までの運勢、占い実習第2回「おひめさまタイプ別 運動会のおすすめ競技」（担当：花里）を掲載。
2009年10月3・4日
「電撃キャラクターフェスティバル2009」開催。電撃家ブースにてグッズ販売。
2009年12月号
クリス・あゆむの見開きイラスト、「運勢占いランキング」10月30日から11月29日までの運勢、占い実習第3回「おひめさまタイプ別 相性診断」（担当：あゆむ）を掲載。
2010年1月号
クリス・霧子の見開きイラスト、「運勢占いランキング」11月30日から12月29日までの運勢、占い実習第4回「おひめさまタイプ別 クリスマスの過ごし方」（担当：霧子）を掲載。
2010年2月号
クリス・珠美の見開きイラスト、「運勢占いランキング」2010年上半期の運勢、占い実習第5回「おひめさまタイプ別 お年玉GET術」（担当：日冥）を掲載。
2010年1月27日
漫画『おひめさまナビゲーション』第2巻発売。
2010年3月号
日冥・あゆむの見開きイラスト、「運勢占いランキング」1月30日から2月25日までの運勢、占い実習第6回「今年のバレンタインは中止になりました。身も心も寒い冬はゲームで熱くなろうや!」（担当：子子&ファー）を掲載。
2010年4月号
クリス・眠眠の見開きイラスト、「運勢占いランキング」2月26日から3月29日までの運勢、占い実習第7回「おひめさまタイプ別 おすすめ中華まんで運気UP♥」（担当：眠眠）を掲載。漫画『おひめさまナビゲーション』は番外編の4コマ劇場を掲載。
2010年5月号
子子・眠眠の見開きイラスト、「運勢占いランキング」3月30日から4月29日までの運勢、占い実習第8回「おひめさまタイプ別 お助けグッズを紹介」（担当：珠美）を掲載。見開きグラビア投票企画を終了。ゲーム『ティンクル☆くるせいだーすGoGo!』におけるクリスのゲスト出演を発表。
2010年6月号
クリス・珠美の見開きイラスト、「運勢占いランキング」4月30日から5月29日までの運勢、占い実習第9回「おひめさまタイプ別 おすすめファッション」（担当：みつる）を掲載。漫画『おひめさまナビゲーション』、カラーコミック『ひめナビおひめさま劇場』最終回。
2010年7月号
米の見開きイラスト、「運勢占いランキング」5月29日から6月29日までの運勢、「おひめさまタイプ別 パワースポット」（担当：米）を掲載。
2010年8月号
クリス・日冥・みつるの見開きイラスト、「運勢占いランキング」2010年下半期の運勢を掲載。読者投稿コーナー「はっぴーナビゲート」は今号を以て終了。
2010年9月号
今号より、モノクロページで1ページのみとなる。「今月の運勢」7月30日から8月29日までの運勢（担当：クリス）を掲載。ゲーム『ティンクル☆くるせいだーすGoGo!』におけるクリスの声優を戸松遥と公表。
2010年8月27日
漫画『おひめさまナビゲーション』第3巻発売。
2010年10月号
「今月の運勢」8月30日から9月29日までの運勢（担当：花里）を掲載。
2010年11月号
「今月の運勢」9月30日から10月29日までの運勢（担当：あゆむ）を掲載。
2010年9月30日
PSPソフト『ティンクル☆くるせいだーすGoGo!』発売。
2010年12月号
「今月の運勢」10月30日から11月29日までの運勢（担当：珠美）を掲載。
2011年1月号
「今月の運勢」11月30日から12月26日までの運勢（担当：みつる）を掲載。
2011年2月号
「今月の運勢」12月27日から1月28日までの運勢（担当：日冥）を掲載。
2011年3月号
「今月の運勢」1月29日から2月27日までの運勢（担当：霧子）を掲載。
2011年4月号
「今月の運勢」2月28日から3月29日までの運勢（担当：眠眠）を掲載。
2011年5月号
「今月の運勢」3月30日から4月29日までの運勢（担当：子子）を掲載。連載終了。